# Web Summit
Web Summit (à l'origine Dublin Web Summit) est un événement, regroupant une série de conférences sur les technologies, qui se tient chaque année depuis 2009.

## Historique
L'événement a été fondé par Paddy Cosgrave (en), David Kelly et Daire Hickey et la première édition inaugurée en 2009. Le thème de la conférence est centré sur la technologie de l'internet et la haute technologie. Les personnes présentes sont des PDG notamment membres du Fortune 500 et des fondateurs de start-ups venus des quatre coins du monde.
Le Web Summit réalise aussi des événements à travers le monde, incluant F.ounders, RISE à Hong Kong, Collision à la Nouvelle-Orléans, la SURGE de Bangalore et MoneyConf à Dublin.
Durant les cinq premières années, l'événement a eu lieu à Dublin, en Irlande. En septembre 2015, Paddy Cosgrave, cofondateur de Web Summit, a annoncé que le Web Sommet aurait lieu à Lisbonne à partir de 2016. En octobre 2018, le gouvernement portugais a annoncé une prolongation de contrat de dix ans avec le Web Summit. La part de femmes parmi les intervenants au Web Summit 2016 à Lisbonne était de 47% selon une estimation indépendante. Le magazine Forbes estime que le Web Summit est la meilleure conférence sur les technologies de la planète.
En 2018, Christopher Wylie, le lanceur d'alerte à l'origine du scandale Facebook-Cambridge Analytica, était invité. Les thèmes des conférences reflétaient des inquiétudes sur le poids des principaux acteurs, sur leurs pratiques, et les risques de désinformations ou d'atteinte à la démocratie. Pour autant, Paddy Cosgrave commente ces inquiétudes relayées par l'événement en se voulant rassurant : « quand l'imprimerie a été inventée, l'excitation initiale a été remplacée par la peur des conséquences potentiellement néfastes. Et finalement, ça c'est bien passé ».

## Personnalités
- Stephen Hawking
- Martin Braithwaite
- Sean Rad
- Joseph Gordon-Levitt
- Mike Schroepfer
- Carlos Ghosn
- Sarah Friar
- Roberto Azevêdo
- François Hollande
- Brad Smith
- Daniel Grieder
- Ronaldinho
- Mogens Lykketoft
- António Costa
- Al Gore
- Luis Figo
- Maurice Levy
- Lily Cole
- José Manuel Barroso
- Ben van Beurden
- Nico Rosberg
- Young Sohn
- Helly Luv
- Tony Blair
- Antonio Guterres
- Gillian Tans
- Eric Wahlforss
- Brian Krzanich
- Kavin Bharti Mittal
- Greg Peters
- Margrethe Vestager
- Martin Garrix
- Christopher Froome

## Partenaires
- Google
- Atlassian
- Mercedes
- IBM
- QDB
- Siemens
- Algolia
- Altice
- Commission européenne
- HSBC
- Brightline
- Amazon
- Booking.com

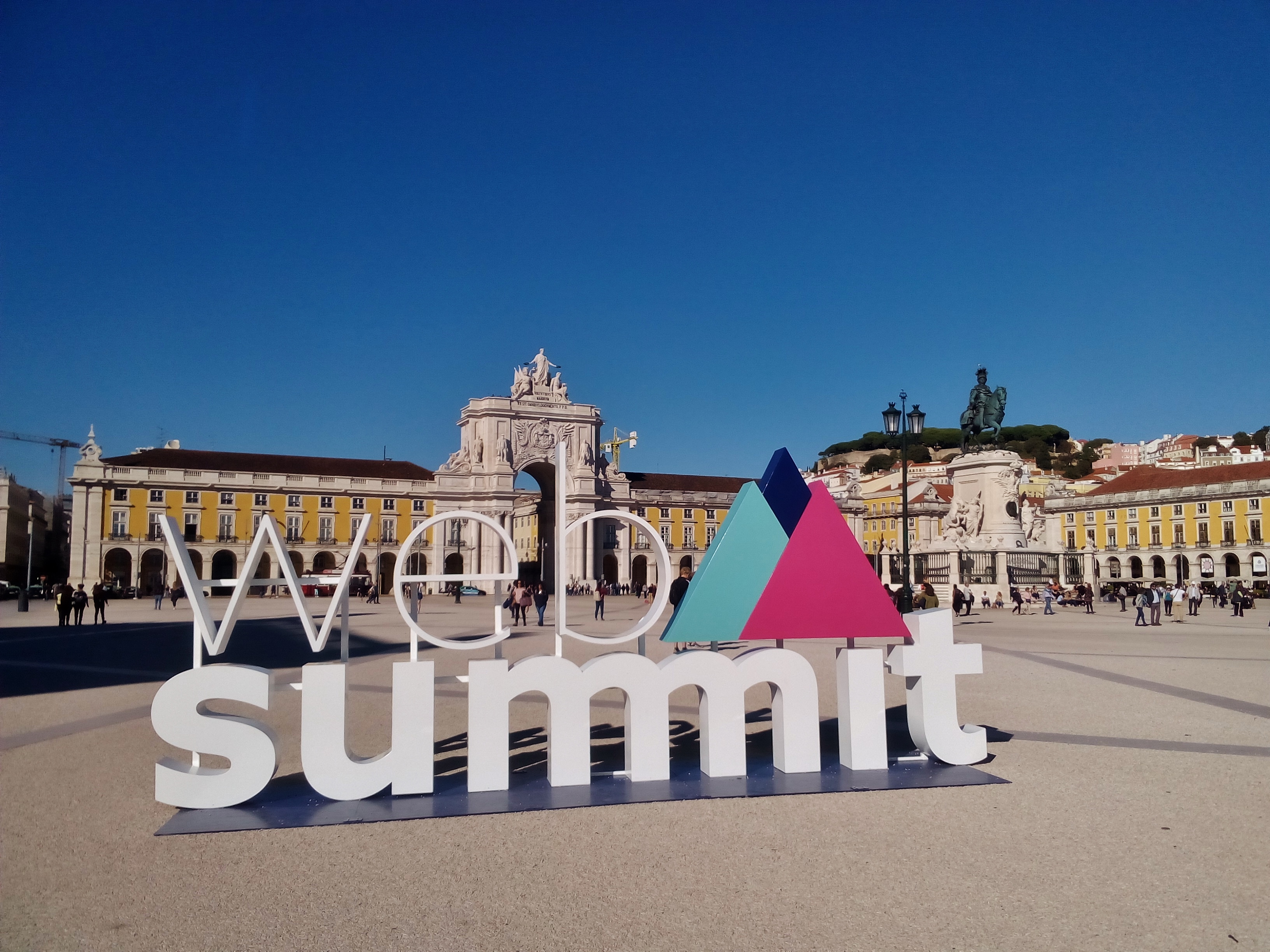
Logo à la Praça do Comércio, Lisbonne
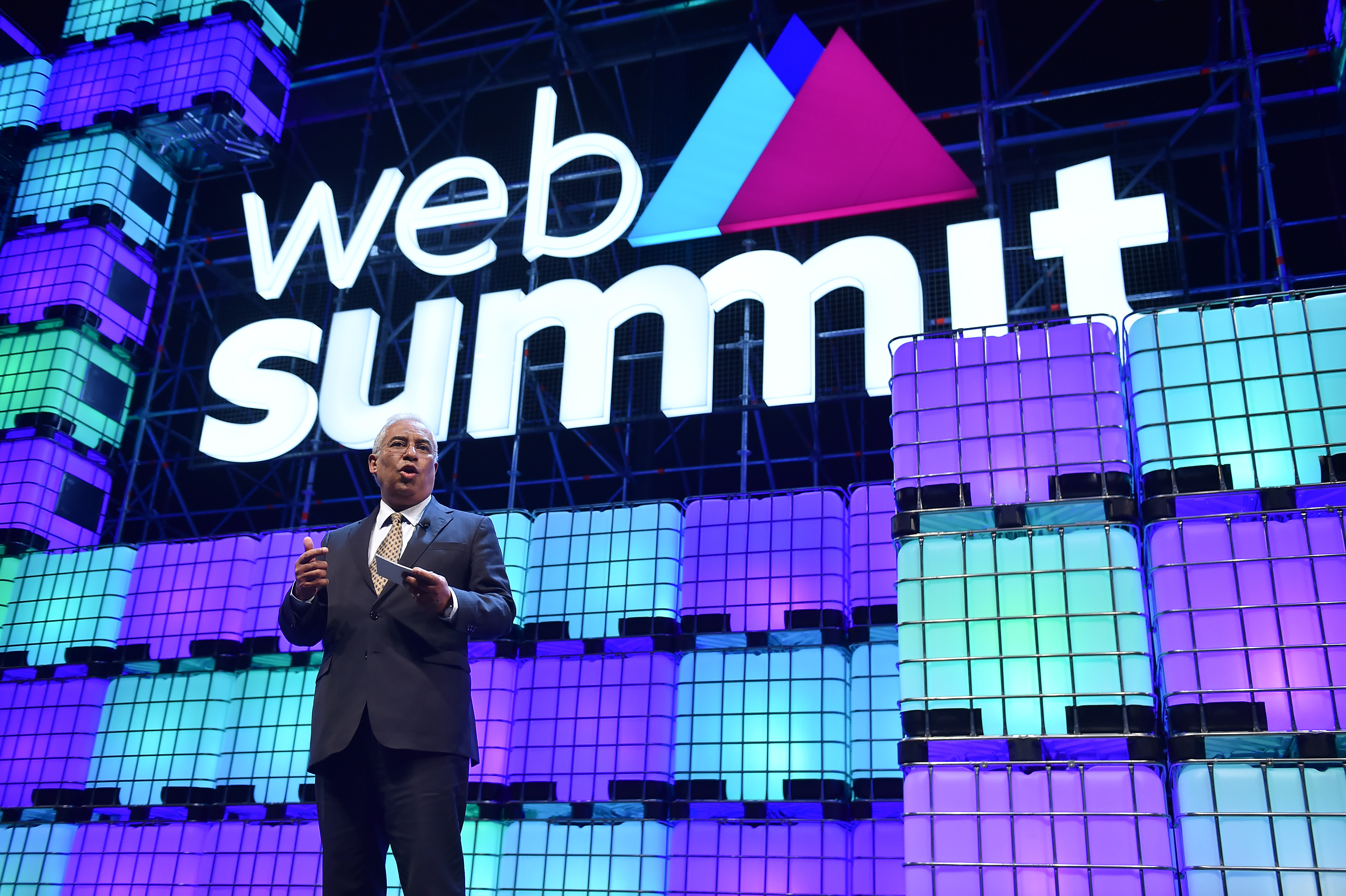
António Costa